# Catedral de los Santos Pedro y Pablo (Legnica)
La catedral de los Santos Pedro y Pablo en Legnica, ubicada en la plaza de la Catedral (pl. Katedralny). Es la catedral de la diócesis de Legnica.

## Historia y arquitectura

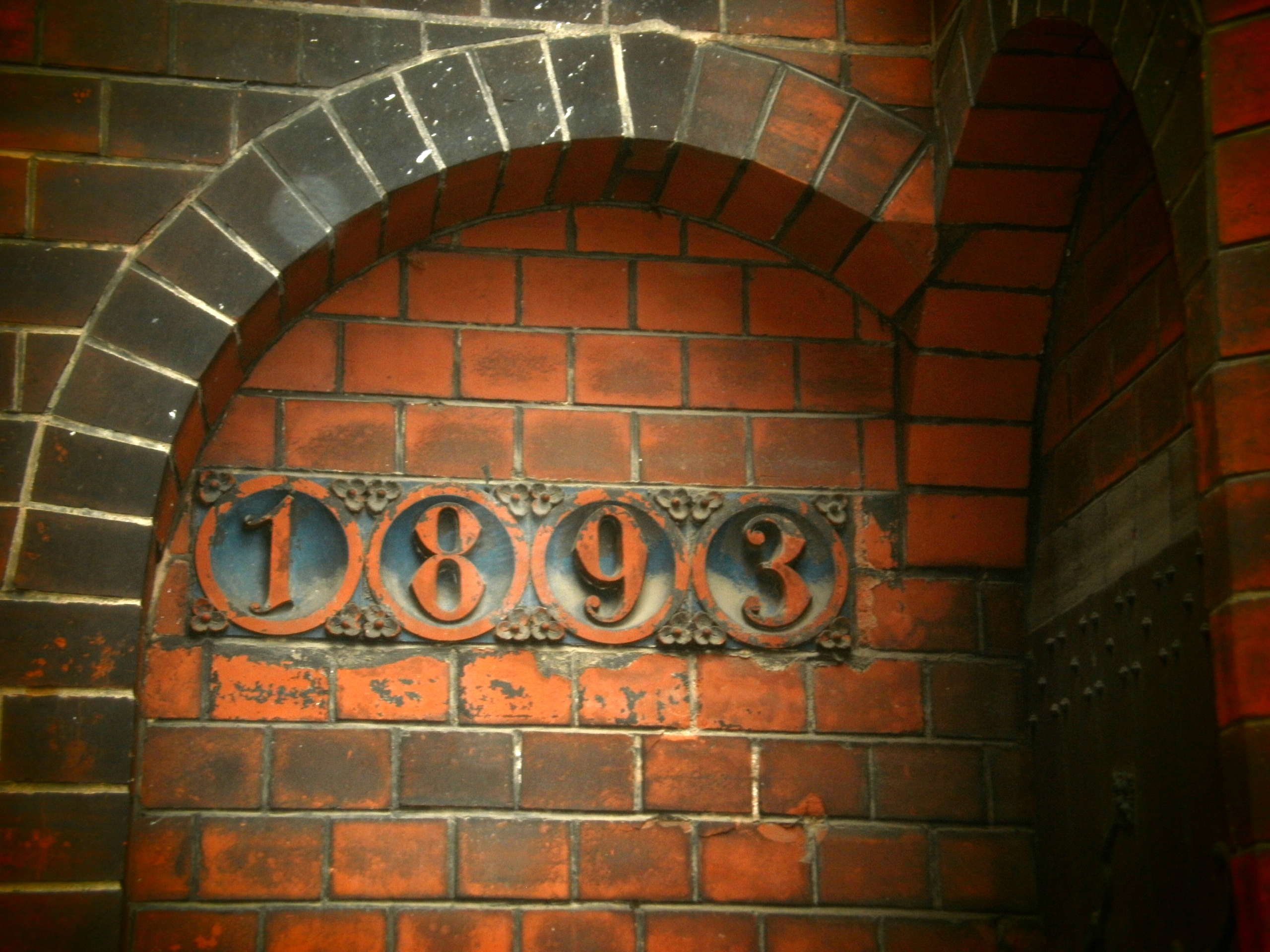
Catedral de los Santos Pedro y Pablo en Legnica

La catedral fue mencionada por primera vez en 1208, incendiada probablemente durante el asedio de la ciudad en 1241. El edificio actual fue erigido entre 1333-1380 mientras en 1378 se terminó la construcción de la torre norte. Entre sus constructores se menciona al albañil Wiland, posiblemente hijo de un maestro de albañilería de Breslavia del mismo nombre, que actuaba en el siglo XIII. En el siglo XV se agregaron 9 capillas laterales pero en 1648 un incendio destruyó la mayor parte del mobiliario y tensó el cuerpo de la nave principal. En los años 1892-1894 el edificio fue reconstruido en una iglesia neogótica, se incorporó la torre sur y se reedificaron algunos de los muros externos y algunos detalles arquitectónicos. La portada oeste, de los años 1338-1341, estaba decorada con una estatua gótica de piedra de la Virgen María con el Niño Jesús. La portada norte, presenta la Adoración de los Reyes Magos – un tema poco común en el arte gótico. Además, en la iglesia se encuentra un retablo con dos alas laterales (pentaptyk - un tipo de tríptico) del siglo XV con escenas que representan a Santa Ana y la Virgen, Santa Eduvigis y la Pasión de Cristo: el más valioso y único monumento de la pintura gótica, ubicado en la capilla en el lado norte. En el interior hay muchos epitafios, un púlpito renacentista de 1586-1588, un altar barroco, una pila bautismal de bronce en forma de cáliz del siglo XIII, estatuas de los apóstoles del siglo XIV y una lápida del príncipe Luis II de Brzeg, duque de Legnica-Brzeg,  y de su esposa Elżbieta Brandenburska. En 1645 en la catedral fue enterrado el teniente comandante de la majestad imperial Joachim Friedrich, de la familia Bilicerowie de Prudnik. 
El 25 de marzo de 1992, el Papa Juan Pablo II convirtió la iglesia en catedral con la bula Totus Tuus Poloniae Populus. El 2 de junio de 1997 el Papa Juan Pablo II visitó la catedral.  
El 10 de abril de 2011, se presentó una placa conmemorativa, en el vestíbulo de la entrada principal del templo, dedicada a las víctimas del accidente del Tu-154 de la Fuerza Área de Polonia en Smolensk. En la placa, junto a la lista de víctimas, hay una frase: Durante su vida y después de su muerte, el presidente fue humillado y ridiculizado por unas personas, pero para muchos compatriotas fue una esperanza para la reconstrucción de una Polonia independiente y justa.  
El 5 de noviembre de 2014 en la cripta de la catedral fue enterrado el Presbit. Dr. habilitado y protonotario apostólico Władysław Bochnak (1939-2014), que durante muchos años fue párroco de la parroquia catedral, en cambio el 11 de marzo de 2017 en el sótano de la catedral fue sepultado Tadeusz Rybak, el primer obispo de Legnica.

## Galería

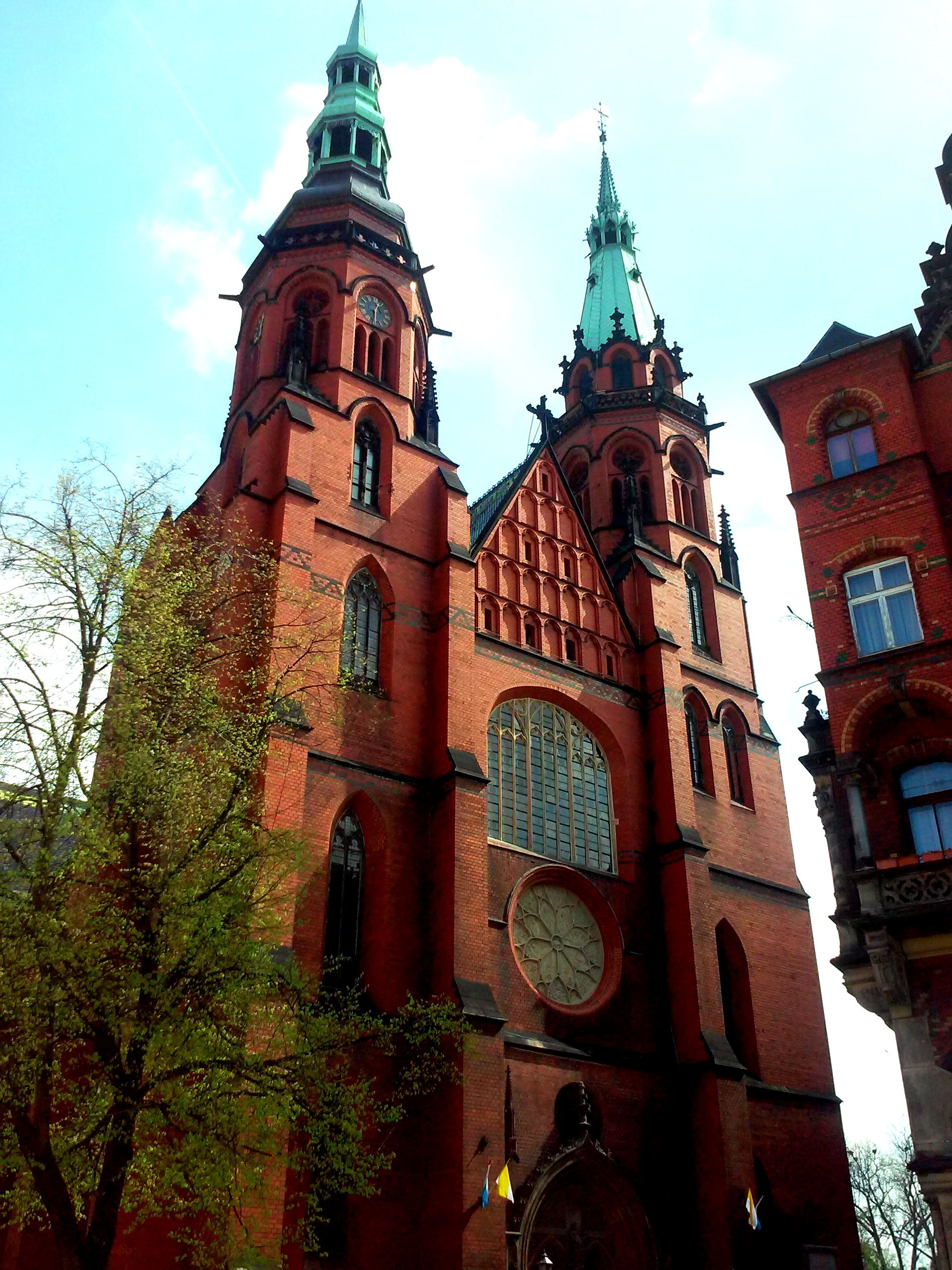
Fachada occidental de la catedral
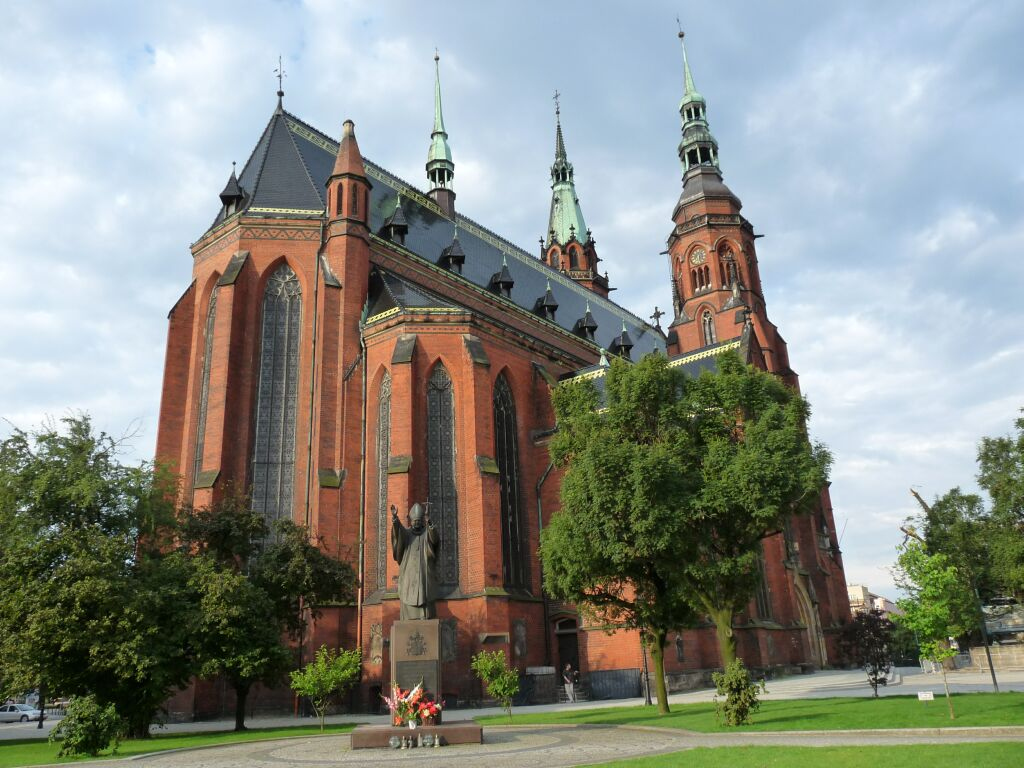
Foto tomada de la plaza Powstańców Wielkopolskiech, en primer plano hay un monumento a Juan Pablo II
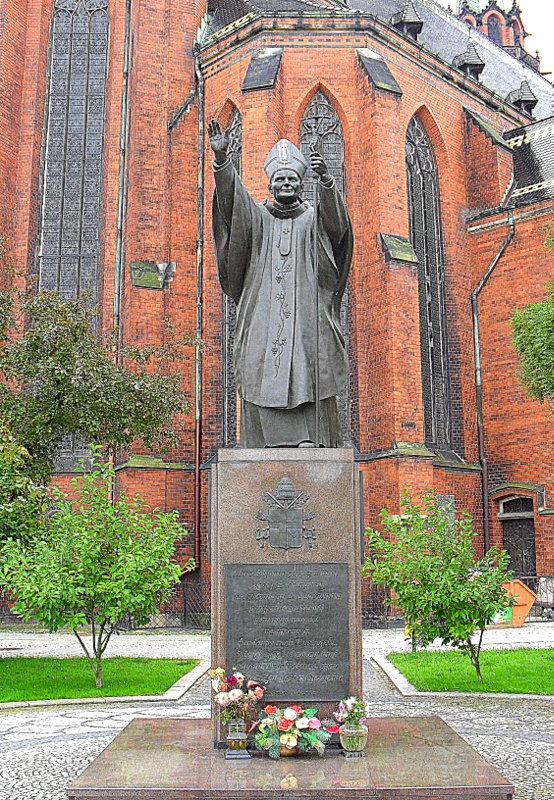
Detalle del monumento al papa Juan Pablo II
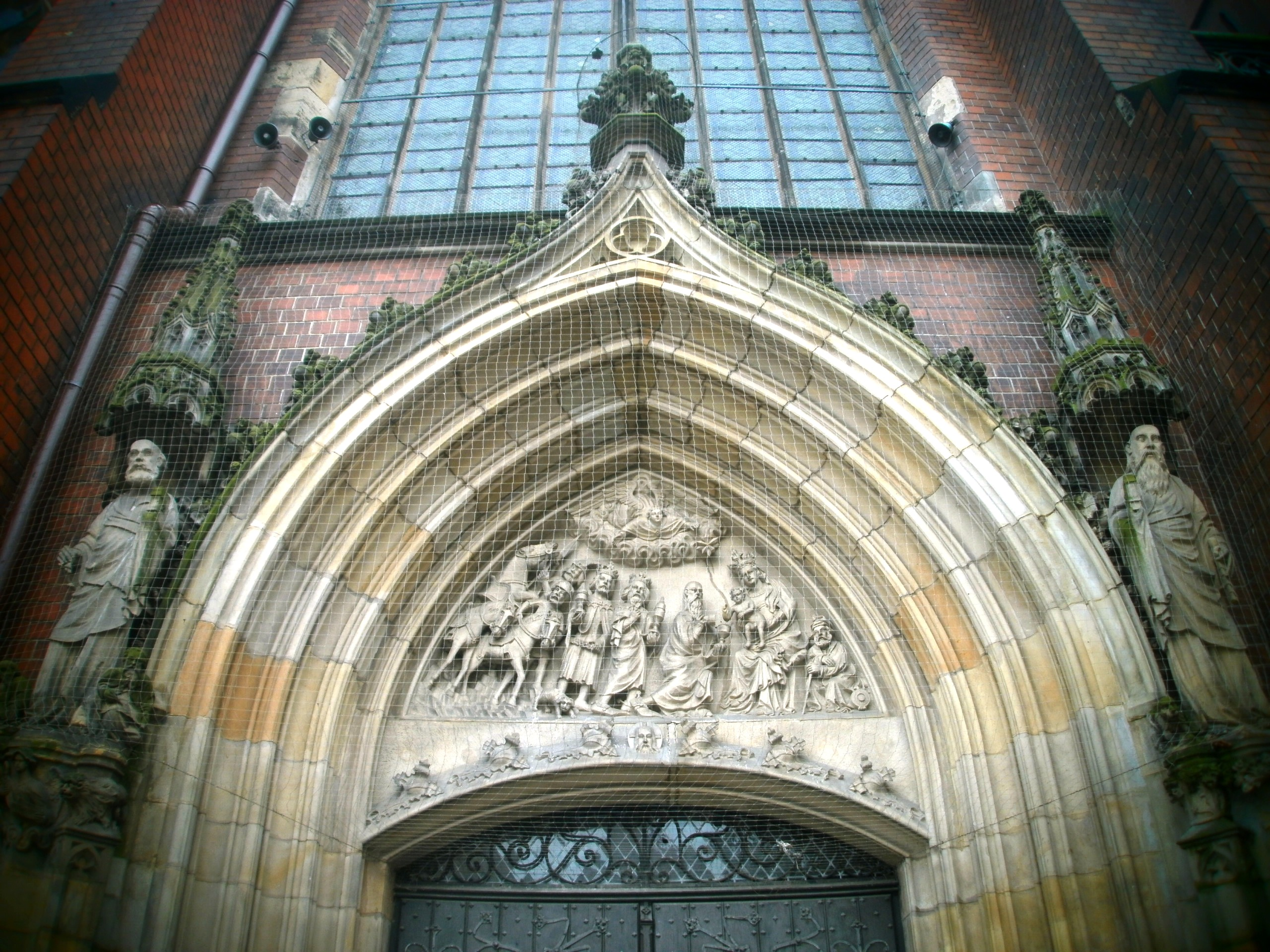
Portada norte, la Adoración de los Reyes Magos
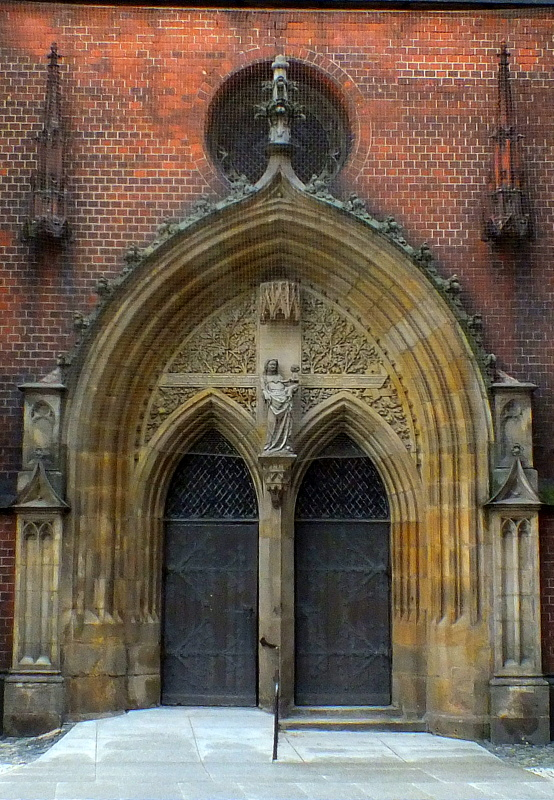
Portada oeste
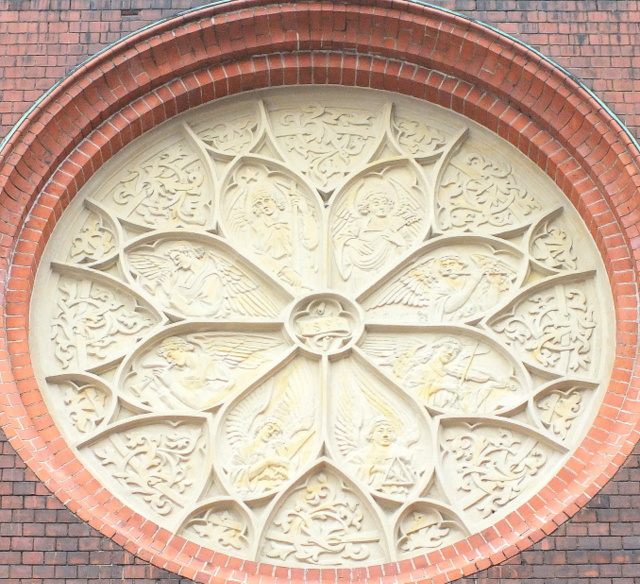
Rosetón sobre la portada norte

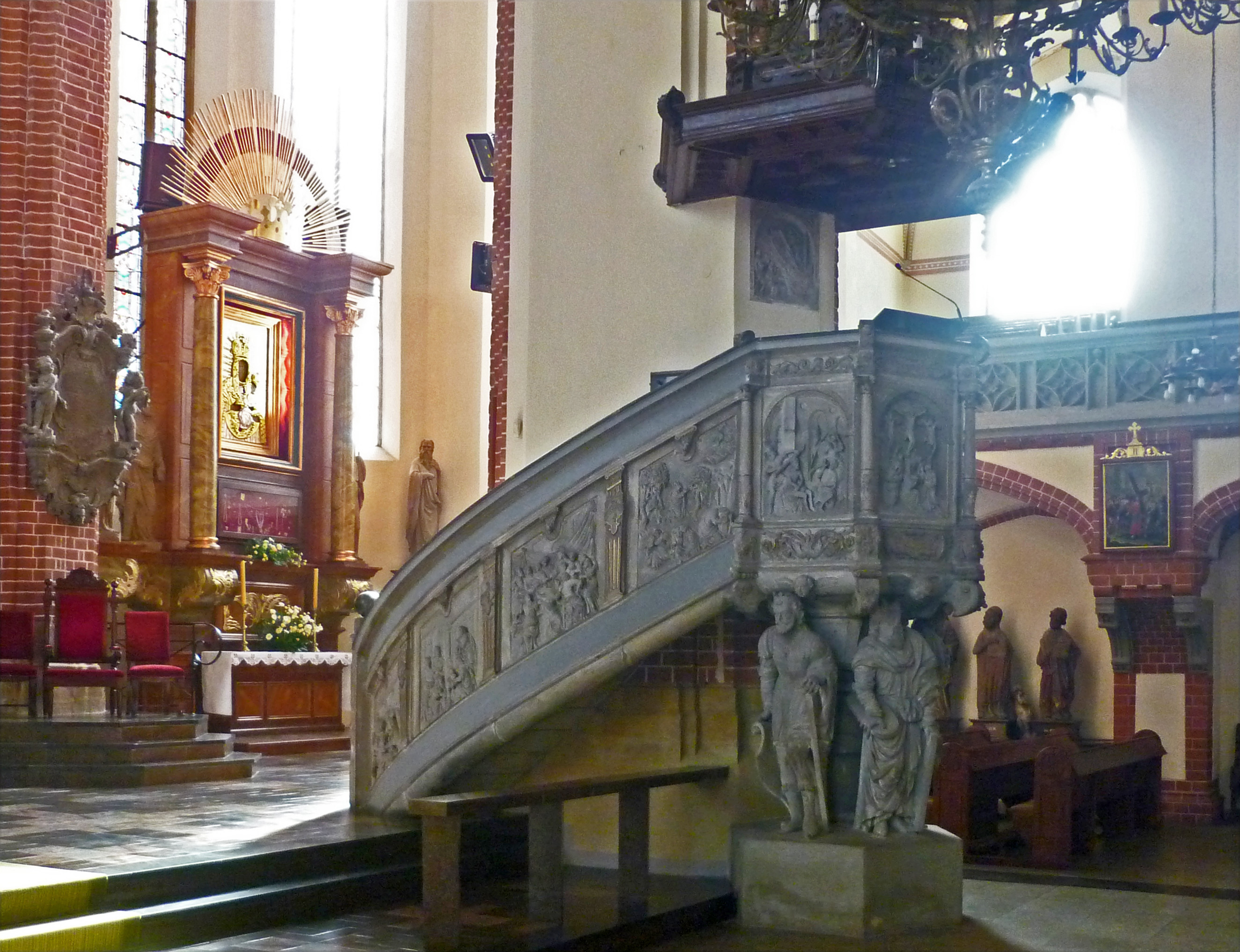
Púlpito renacentista de 1586-1588
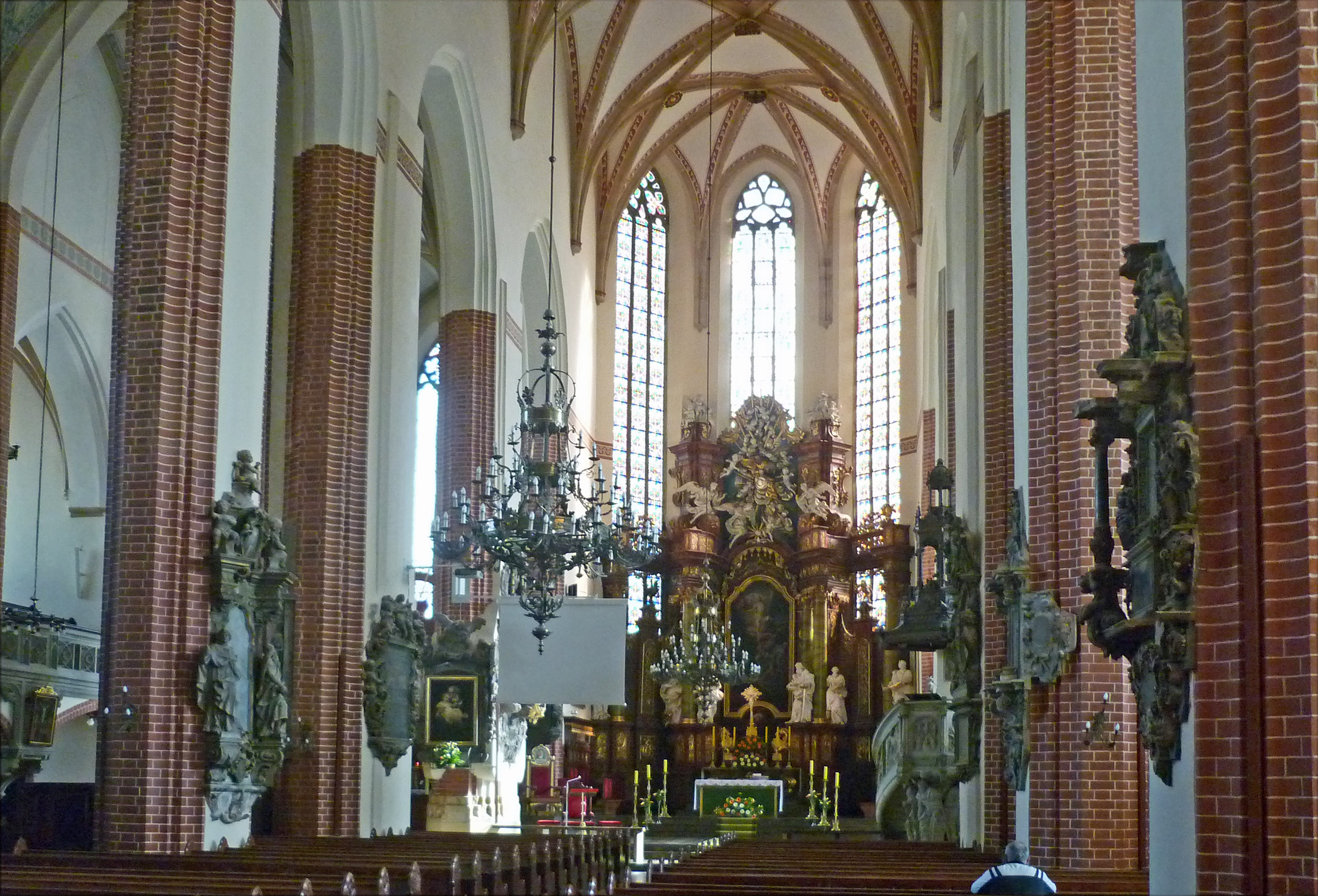
Altar barroco
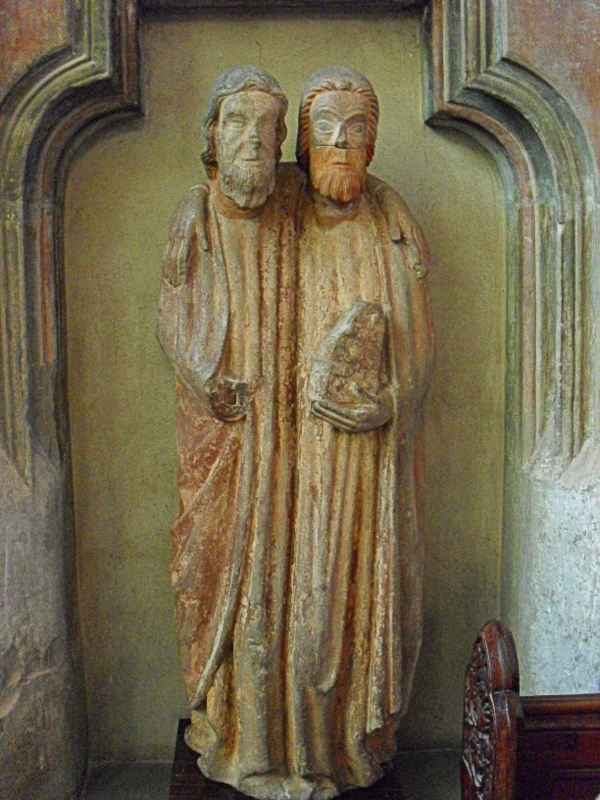
Patronos de la diócesis Santos Pedro y Pablo
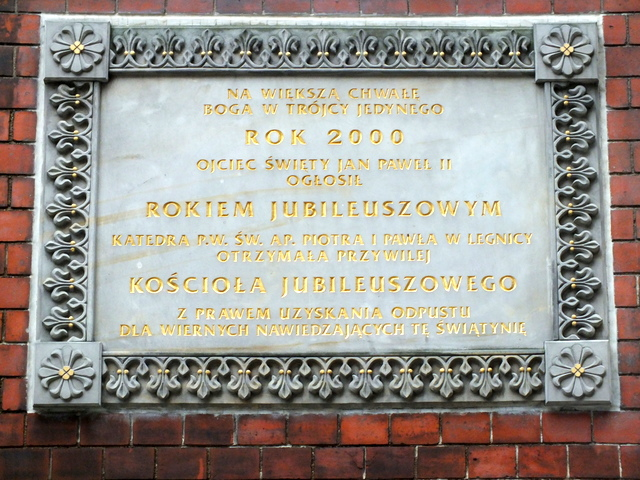
Placa conmemorativa del Jubileo de 2000